# 新梅蒙清真寺
新梅蒙清真寺 是巴基斯坦卡拉奇最大且最古老的清真寺之一，位於穆罕默德·阿里·真纳路。

## 歷史
據人們所述，新梅蒙清真寺建在原本的墓地之上。新梅蒙清真寺的第一个委员会于1948年9月17日成立，1949年7月15日舉行第一次宣礼。1949年8月24日，卡瓦贾·纳兹穆丁參加了清真寺奠基儀式。

## 圖庫

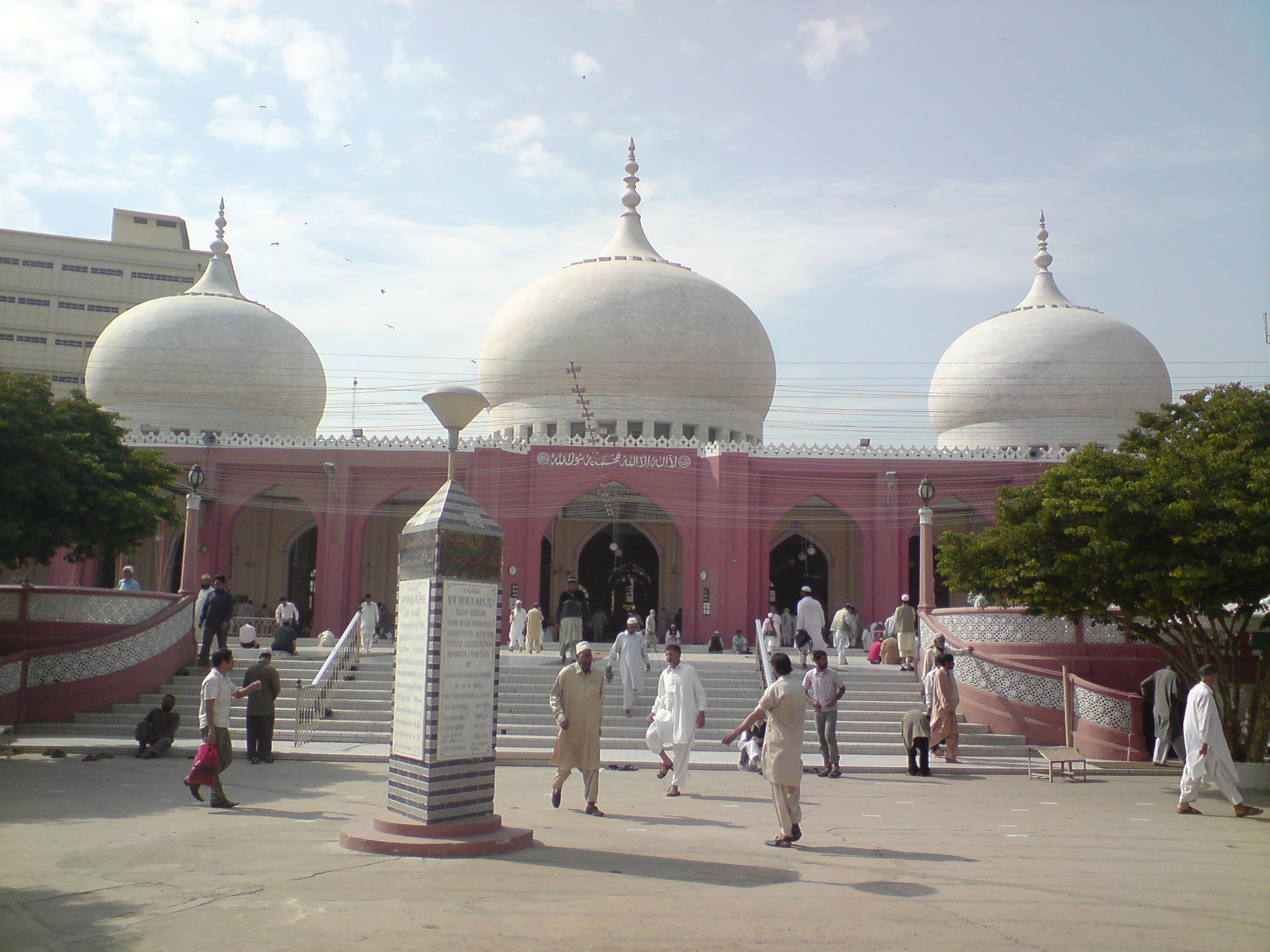
詳細檢視
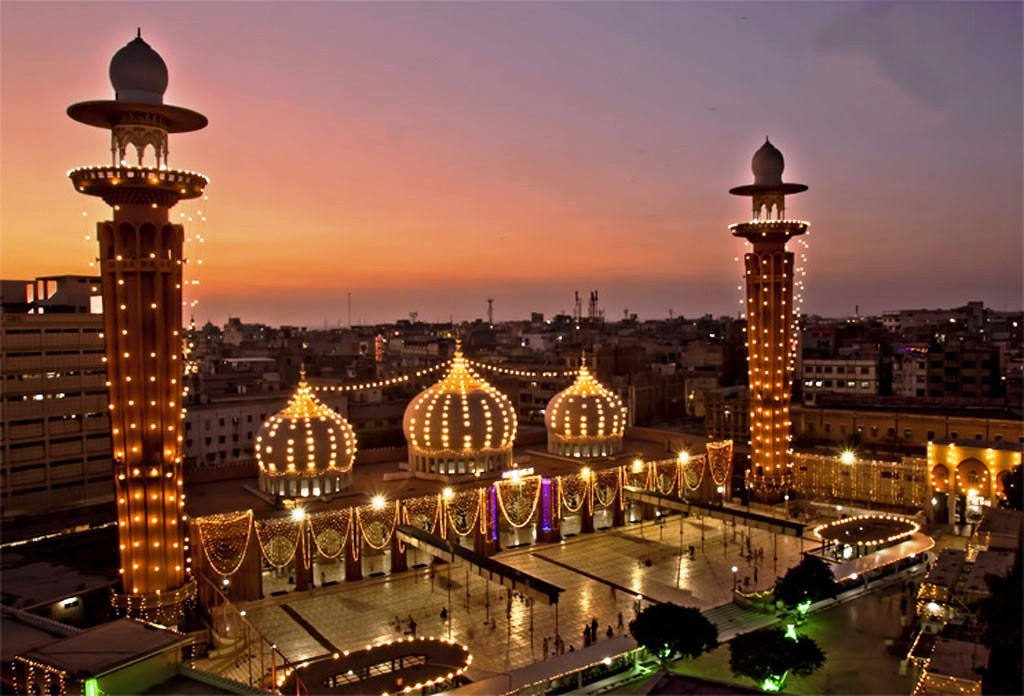
夜晚的新梅蒙清真寺
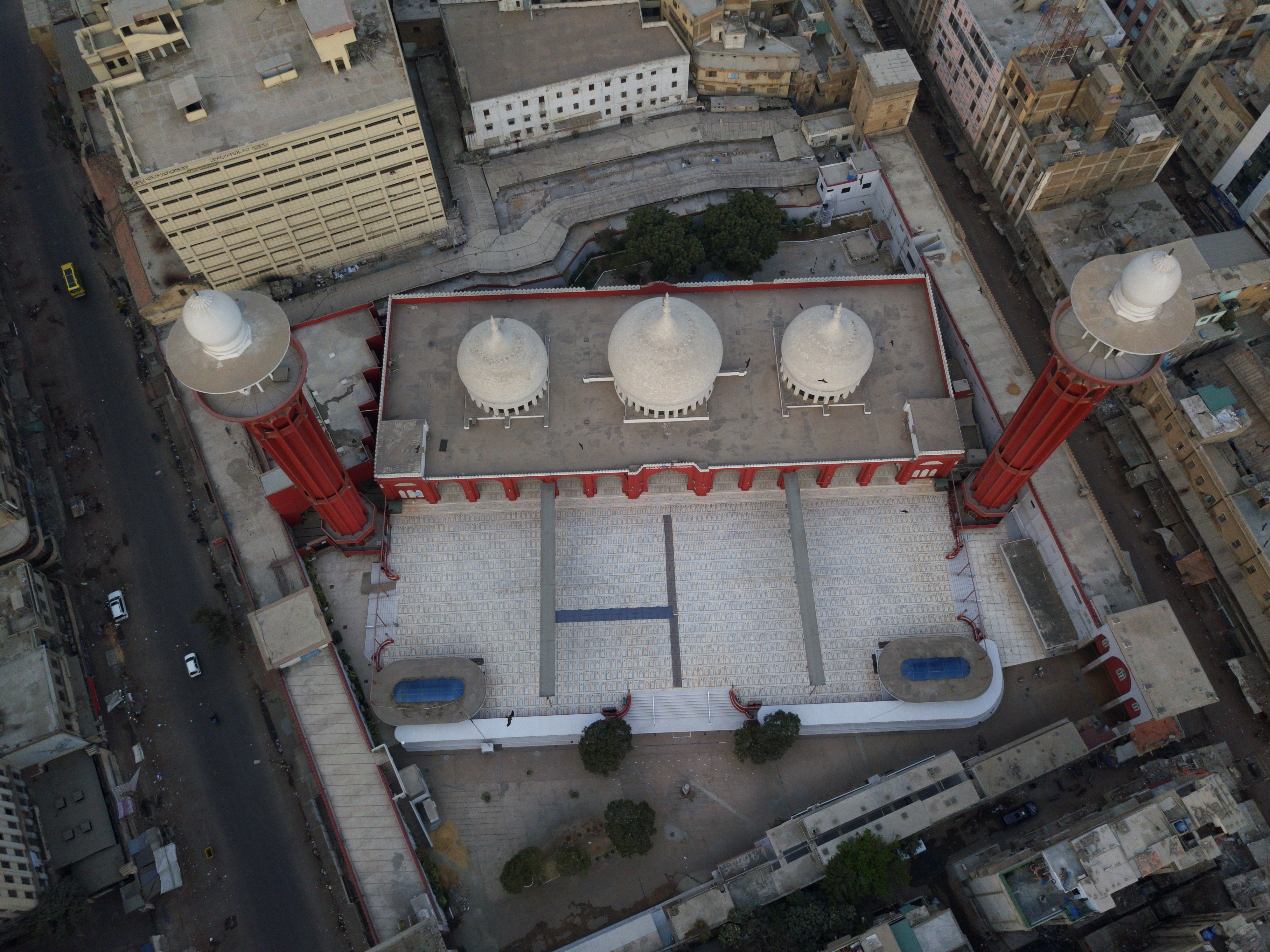
空照圖
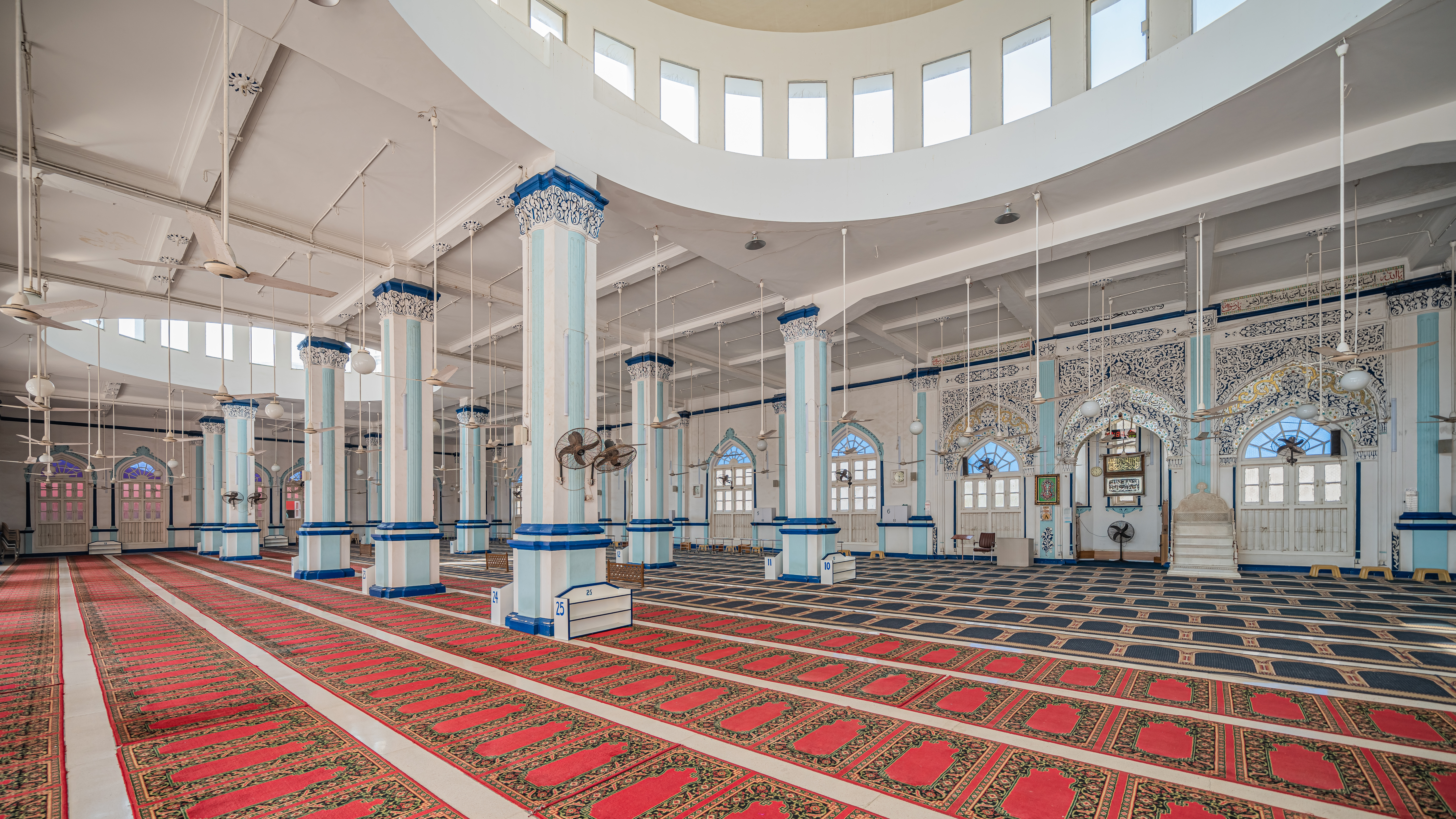
新梅蒙清真寺室內
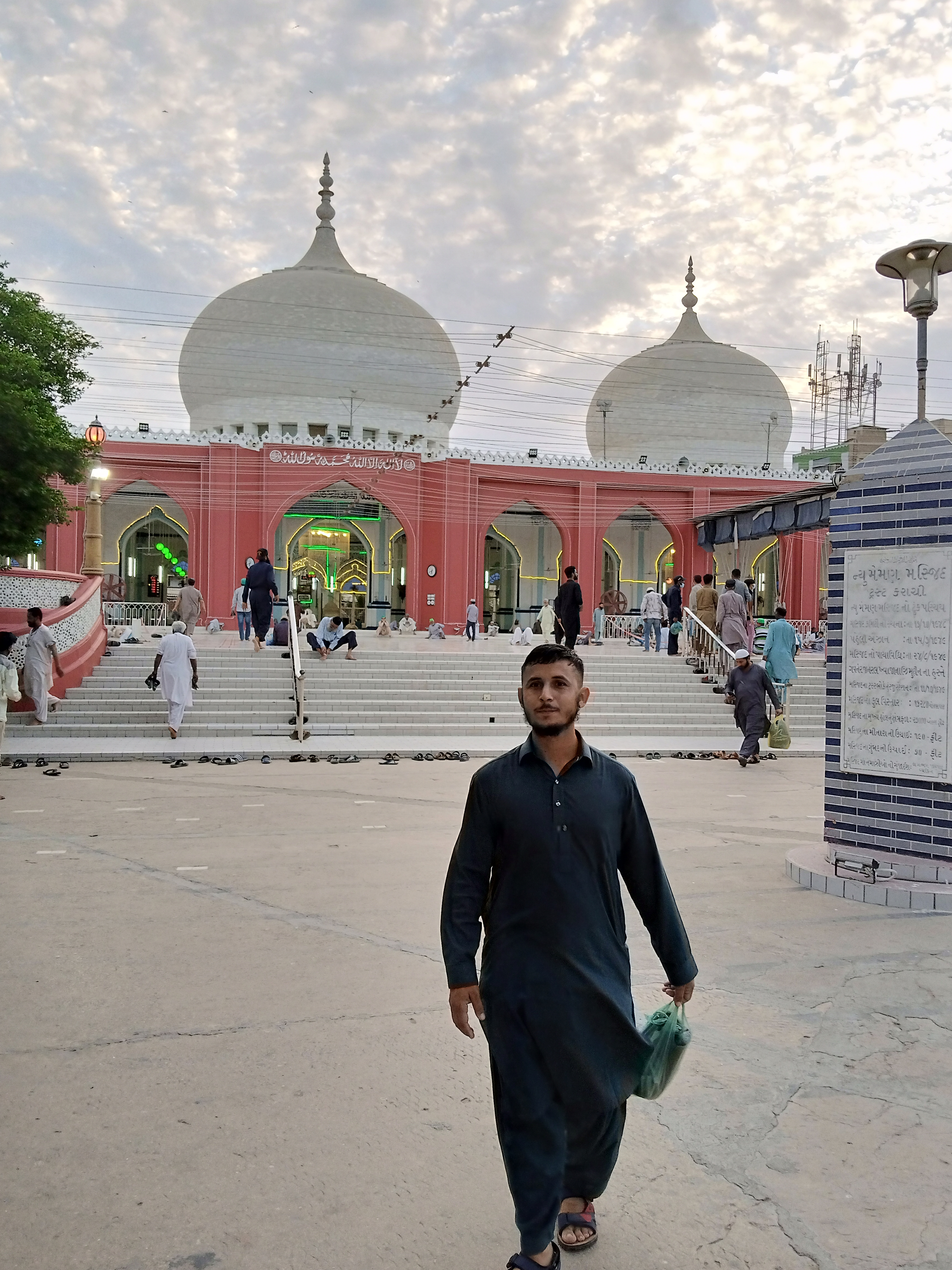
齋月時的新梅蒙清真寺